# 胡思伸
胡思伸（？—？），字君直，号充寰，徽州绩溪（今属安徽省）人 ，明朝官員。

## 生平
萬曆十六年（1588年），胡思伸中式戊子科應天鄉試第四十八名舉人。萬曆二十三年（1595年）登三甲進士。刑部觀政，二十四年四月授任浙江上虞县知县，築夏盖、白馬、上妃三湖，又築梁湖、包村港石闸。三十一年升兵部职方司主事，三十二年丁憂。三十五年補添注职方司主事，三十七年河南主考，三十九年升员外郎，四十年升郎中，四十年八月升山东副使、懷隆兵备道，建城堡四十余所，修南北邊垣三百余里，通水利，開曠土，所在立祠祀之。四十四年加升按察使，仍驻守懷來，四十七年三月加升山東左布政使，泰昌元年七月晉保定巡撫，練兵治器，以資守御。開復何家圈，屯田以廣積儲。設钟楼以辑群盗，畿南賴以酋安。天啓二年回籍。

## 家族
曾祖胡斐。祖父胡儒。父胡守貴，贈文林郎。母黄氏，封太孺人。慈侍下。兄思恭、胡灯（壬午舉人）。弟思嚴。

## 引用
1. ↑  《南國賢書》：萬曆戊子 胡思伸，績溪廩生，書。
2. ↑  《萬曆二十三年乙未科進士履歷》：胡思伸，充寰，書一房，乙丑八月初一日生。绩溪县人，戊子四十八名，会试一百二十六名，三甲一百七十一名。刑部政，丙申授上虞知县，癸卯升兵部主事，甲辰丁憂，丁未補职方司主事添注，己酉河南主考，辛丑升职方司员外，壬子升郎中，升山東付使，丙辰加升按察使，己未加升左布政，庚申升右佥都御史、巡抚保定，壬戌回籍。
3. ↑  《明實錄》：万历四十年八月，升兵部郎中胡思伸为山东副使。
4. ↑  《明實錄》：万历四十七年三月，怀隆兵备胡思伸加升山东左布政，易州兵备张经世加升山西左布政，各照旧管事，以考满故也。
5. ↑  《明實錄》：泰昌元年七月，陞山西左布政赵彦為都察院右副都御史山東廵撫督理營田提督軍務，山東左布政胡思伸為保定廵撫提督紫荊等關兼理軍務，太僕寺少卿吕兆熊為陝西廵撫贊理軍務，徐養量為甘肅廵撫贊理軍務，楊述中為鄖陽廵撫提督軍務，陝西右布政周懋相為寧夏廵撫贊理軍務，江西左布政洪佐聖為江西廵撫兼理軍務，俱都察院右僉都御史。
6. ↑  《江南通志》